# Requiem (Verdi)
La Messa da Requiem è una composizione sacra di Giuseppe Verdi del 1874 per coro, voci soliste e orchestra.
È dedicata ad Alessandro Manzoni.

## Genesi dell'opera

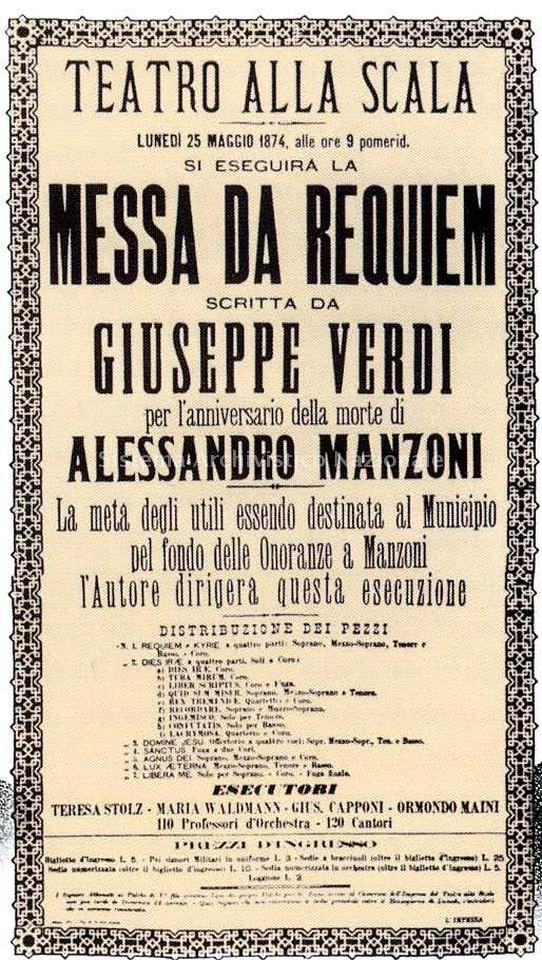
Locandina della première alla Scala, 1874

Dopo il successo di Aida Verdi si ritirò per un lungo periodo dal teatro d'opera.
Non smise tuttavia di comporre e il lavoro più importante di questo periodo è appunto la Messa da Requiem.

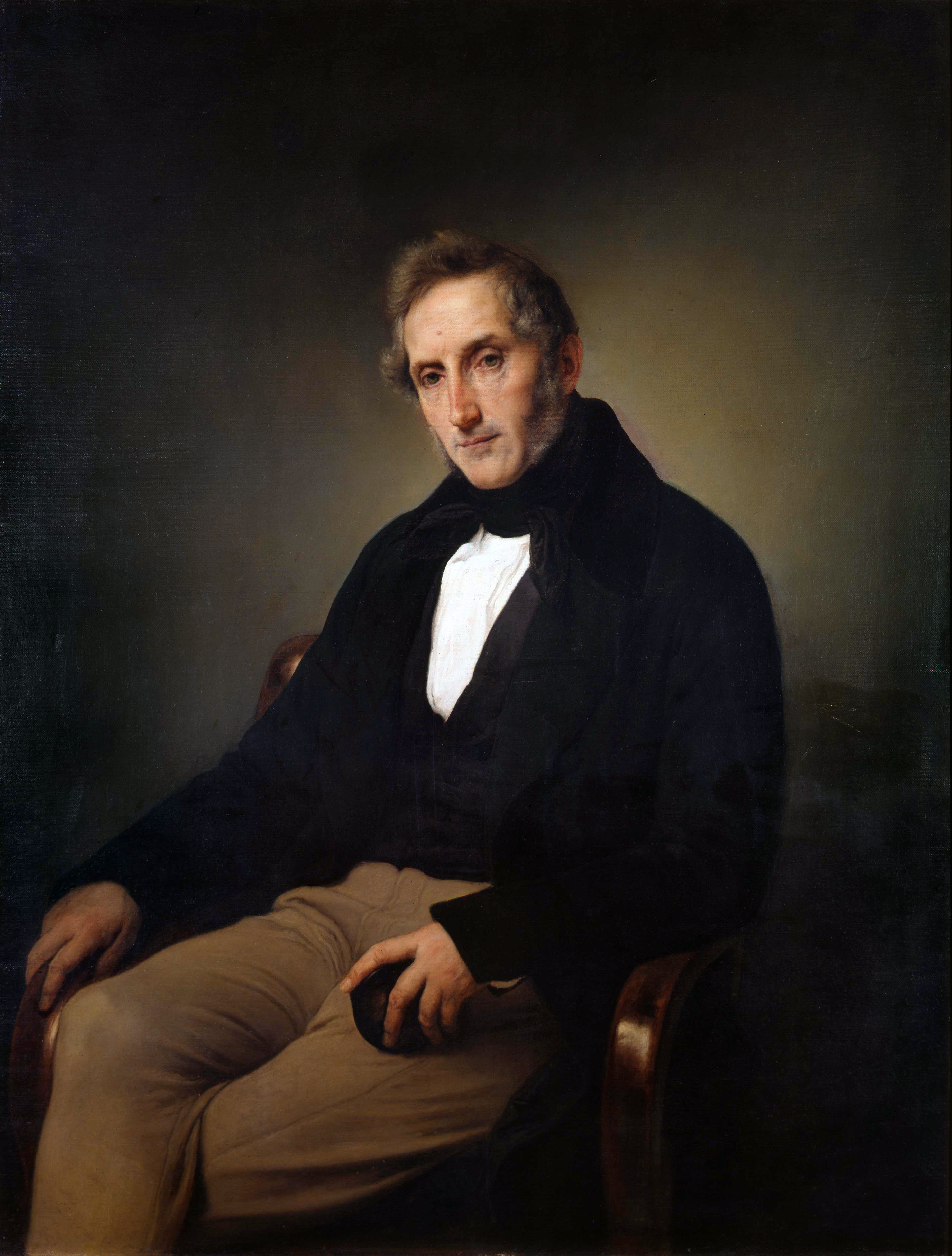
Alessandro Manzoni, lo scrittore al quale Verdi dedicò il Requiem.

In realtà egli pensava da tempo ad una composizione di questo tipo, tanto che nel 1869 aveva promosso l'organizzazione di una messa di requiem a più mani per la morte di Gioachino Rossini (nota come Messa per Rossini). Il Libera me Domine della messa del 1874 fu composto in quell'occasione, anche se non venne mai usato a causa del fallimento del progetto.
Verdi rimase molto impressionato dalla morte del compatriota Alessandro Manzoni, avvenuta il 22 maggio 1873.
Manzoni, come Verdi, si era impegnato per l'unità di Italia avvenuta pochi anni prima, e condivideva dunque con lui i valori, tipici del Risorgimento, di giustizia e libertà.
La sua morte gli fornì dunque l'occasione per realizzare il vecchio progetto, questa volta componendo l'intera messa.
Il 3 giugno successivo Verdi scrisse a Ricordi: «Io pure vorrei dimostrare quanto affetto e venerazione ho portato e porto a quel grande che non è più e che Milano ha tanto degnamente onorato. Vorrei mettere in musica una Messa da morto da eseguirsi l'anno venturo per l'anniversario della sua morte. La Messa avrebbe proporzioni piuttosto vaste, ed oltre ad una grande orchestra ed un grande coro, ci vorrebbero anche (ora non potrei precisarli) quattro o cinque cantanti principali».
Dopo l'autorizzazione dell'allora sindaco Giulio Bellinzaghi, il requiem, che Verdi offrì alla città di Milano, fu eseguito in occasione del primo anniversario della morte di Manzoni il 22 maggio 1874, nella Chiesa di San Marco sempre a Milano. Fu diretto dallo stesso Verdi ed i quattro solisti furono Teresa Stolz (soprano), Maria Waldmann (mezzosoprano), Giuseppe Capponi (tenore) e Ormondo Maini (basso). Il successo fu enorme e la fama della composizione superò presto i confini nazionali.
Nel 1875 Verdi operò una revisione al Liber scriptus, sostituendo il fugato del coro con un'aria per mezzosoprano.
Il Lacrimosa è una rielaborazione del materiale del Lacrimosa del Don Carlo, presente inizialmente nel IV atto dell'opera nella sua versione in cinque atti.
Il manoscritto autografo è conservato presso il Museo Teatrale alla Scala di Milano.

## Suddivisione
- 1. Introito
  - Requiem (coro)
  - Kyrie (solisti, coro)
- 2. Sequenza
  - Dies irae (coro)
  - Tuba mirum (coro)
  - Mors stupebit (basso)
  - Liber scriptus (mezzosoprano, coro – solo coro nella versione originale)
  - Quid sum miser (soprano, mezzosoprano, tenore)
  - Rex tremendae (solisti, coro)
  - Recordare (soprano, mezzosoprano)
  - Ingemisco (tenore)
  - Confutatis maledictis (basso, coro)
  - Lacrymosa (solisti, coro)
- 3. Offertorio (solisti)
  - Domine Jesu Christe
  - Hostias
- 4. Sanctus (doppio coro)
- 5. Agnus Dei (soprano, mezzosoprano, coro)
- 6. Communio (mezzosoprano, tenore, basso)
  - Lux aeternam
- 7. Libera me (soprano, coro)
  - Libera me
  - Dies irae
  - Requiem aeternam
  - Libera me

## Esecuzioni celebri
- Leopold Stokowski ha diretto il Requiem di Verdi per tre anni, con la Sheffield Philharmonic Choir a Cincinnati 1911, con Emmy Destinn, Margaret Ober, Johannes Sembach, Emilio de Gogorza a Richmond nel 1915 e a Toronto con Toronto Mendelssohn Choir nel 1920.
- Herbert von Karajan ha diretto il Requiem nel 1967 con l'Orchestra del Teatro alla Scala, Luciano Pavarotti, Leontyne Price, Fiorenza Cossotto e Nikolaj Ghiaurov. L'esecuzione è stata filmata da Henri-Georges Clouzot e trasmessa in televisione con il titolo Messa da Requiem von Giuseppe Verdi.
- Il 4 settembre 2020 Riccardo Chailly ha diretto l'orchestra e il coro del Teatro alla Scala nell'esecuzione della partitura verdiana all'interno del Duomo di Milano. I solisti erano Krassimira Stoyanova (soprano), Elina Garanca (mezzosoprano), Francesco Meli (tenore) e René Pape (basso).  Il concerto è stato dedicato al ricordo delle vittime della pandemia del Covid 19 e si è svolto alla presenza del presidente della Repubblica Sergio Mattarella.

## Discografia parziale

### Incisioni in studio
| Anno | Cast (Soprano, mezzosoprano, tenore, basso)                                 | Direttore           | Etichetta           |
| ---- | --------------------------------------------------------------------------- | ------------------- | ------------------- |
| 1929 | Maria Luisa Fanelli, Irene Minghini Cattaneo, Franco Lo Giudice, Ezio Pinza | Carlo Sabajno       | His Master's Voice  |
| 1939 | Maria Caniglia, Ebe Stignani, Beniamino Gigli, Ezio Pinza                   | Tullio Serafin      | EMI Classics        |
| 1940 | Zinka Milanov, Bruna Castagna, Jussi Biörling, Nicola Moscona               | Arturo Toscanini    | Music & Arts        |
| 1951 | Herva Nelli, Fedora Barbieri, Giuseppe Di Stefano, Cesare Siepi             | Arturo Toscanini    | RCA Victor          |
| 1951 | Renata Tebaldi, Nell Rankin, Giacinto Prandelli, Nicola Rossi-Lemeni        | Victor de Sabata    | Decca               |
| 1953 | Maria Stader, Mariana Radev, Helmut Krebs, Kim Borg                         | Ferenc Fricsay      | Deutsche Grammophon |
| 1954 | Elisabeth Schwarzkopf, Oralia Domínguez, Giuseppe Di Stefano, Cesare Siepi  | Victor de Sabata    | EMI Classics        |
| 1959 | Shakeh Vartenissian, Fiorenza Cossotto, Eugenio Fernandi, Boris Christoff   | Tullio Serafin      | EMI Classics        |
| 1960 | Leontyne Price, Rosalind Elias, Jussi Björling, Giorgio Tozzi               | Fritz Reiner        | Decca               |
|      | Maria Stader, Oralia Domínguez, Gabor Carelli, Ivan Sardi                   | Ferenc Fricsay      | Deutsche Grammophon |
|      | Maria Stader, Marga Höffgen, Fritz Wunderlich, Gottlob Frick                | Hans Müller-Kray    | Deutsche Grammophon |
| 1964 | Elisabeth Schwarzkopf, Christa Ludwig, Nicolai Gedda, Nicolaj Ghiaurov      | Carlo Maria Giulini | EMI Classics        |
|      | Lucine Amara, Maureen Forrester, Richard Tucker, George London              | Eugene Ormandy      | Sony Masterworks    |
|      | Birgit Nilsson, Lili Chookasian, Carlo Bergonzi, Ezio Flagello              | Erich Leinsdorf     | RCA Victor          |
| 1967 | Joan Sutherland, Marilyn Horne, Luciano Pavarotti, Martti Talvela           | Georg Solti         | Decca               |
| 1969 | Montserrat Caballé, Fiorenza Cossotto, Jon Vickers, Ruggero Raimondi        | John Barbirolli     | EMI Classics        |
| 1970 | Martina Arroyo, Josephine Veasey, Plácido Domingo, Ruggero Raimondi         | Leonard Bernstein   | Sony Classics       |
| 1972 | Mirella Freni, Christa Ludwig, Carlo Cossutta, Nicolaj Ghiaurov             | Herbert von Karajan | Deutsche Grammophon |
| 1977 | Leontyne Price, Janet Baker, Veriano Luchetti, José van Dam                 | Georg Solti         | RCA Victor          |
| 1979 | Renata Scotto, Agnes Baltsa, Veriano Luchetti, Evgenij Nesterenko           | Riccardo Muti       | EMI Classics        |
| 1980 | Katia Ricciarelli, Shirley Verrett, Plácido Domingo, Nicolaj Ghiaurov       | Claudio Abbado      | Deutsche Grammophon |
| 1984 | Anna Tomowa-Sintow, Agnes Baltsa, José Carreras, José van Dam               | Herbert von Karajan | Deutsche Grammophon |
| 1987 | Cheryl Studer, Dolora Zajick, Luciano Pavarotti, Samuel Ramey               | Riccardo Muti       | EMI Classics        |
| 1989 | Sharon Sweet, Florence Quivar, Vinson Cole, Simon Estes                     | Carlo Maria Giulini | Deutsche Grammophon |
| 1991 | Cheryl Studer, Marjana Lipovšek, José Carreras, Ruggero Raimondi            | Claudio Abbado      | Deutsche Grammophon |
| 1996 | Julia Varady, Felicity Palmer, Keith Olsen, Roberto Scandiuzzi              | Michel Plasson      | EMI Classics        |
| 2000 | Renée Fleming, Olga Borodina, Andrea Bocelli, Ildebrando D'Arcangelo        | Valery Gergiev      | Decca               |
| 2013 | Anja Harteros, Elīna Garanča, Jonas Kaufmann, René Pape                     | Daniel Barenboim    | Decca               |

### Registrazioni dal vivo

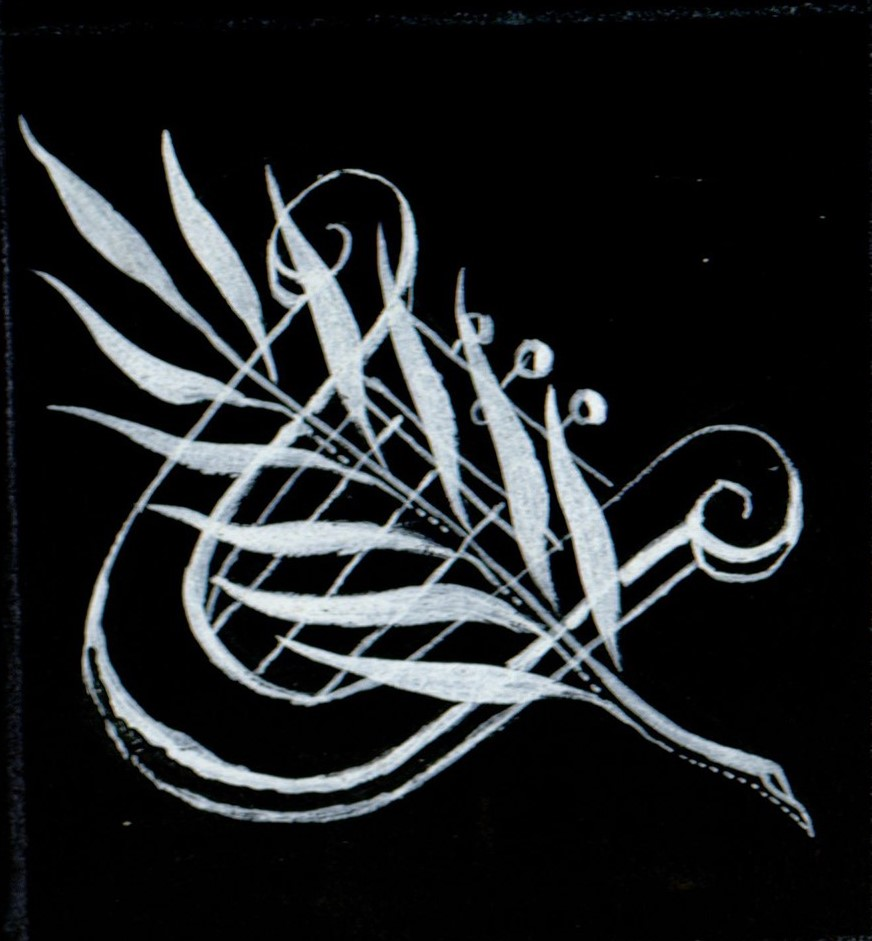
Disegno per copertina di libretto, disegno per Messa da Requiem (s.d.). Archivio Storico Ricordi

- (live) del 4 marzo 1938 a New York con la NBC Symphony Orchestra, diretta da Arturo Toscanini; interpreti: Zinka Milanov (soprano), Bruna Castagna (mezzosoprano), Charles Kullman (Tenore), Nicola Moscona (basso).
- (live) del 27 maggio 1938 a Londra con la BBC Symphony Orchestra & Chorus, diretti da Arturo Toscanini; interpreti: Zinka Milanov (soprano), Kerstin Thorborg (mezzosoprano), Helge Rosvaenge (Tenore), Nicola Moscona (basso);
- (live) del 23 novembre 1940 a New York con il Westminster Choir e la NBC Symphony Orchestra, diretti da Arturo Toscanini; interpreti: Zinka Milanov (soprano), Bruna Castagna (mezzosoprano), Jussi Björling (Tenore), Nicola Moscona (basso).
- (live) del 26 aprile 1948 a New York con la Collegiate Chorale e la NBC Symphony Orchestra, dirette da Arturo Toscanini; interpreti: Herva Nelli (soprano), Nan Merriman (mezzosoprano), William McGrath (tenore), Norman Scott (basso).
- (live) del 26 giugno 1950 a Milano con il Coro e Orchestra del Teatro alla Scala, diretti da Arturo Toscanini; interpreti: Renata Tebaldi, Cloe Elmo, Giacinto Prandelli, Cesare Siepi.
- (live) del 27 gennaio 1951 a New York con la NBC Symphony Orchestra, diretta da Arturo Toscanini; interpreti: Herva Nelli (soprano), Fedora Barbieri (mezzosoprano), Giuseppe Di Stefano (tenore), Cesare Siepi (basso).
- (live) del 27 gennaio 1951 a Milano con il Coro e  Orchestra del Teatro alla Scala, diretta da Victor De Sabata; interpreti: Renata Tebaldi (soprano), Nell Rankin (mezzosoprano), Giacinto Prandelli (tenore), Nicola Rossi-Lemeni (basso).

## Edizioni critiche
- Giuseppe Verdi, Messa da requiem, edizione critica a cura di Marco Uvietta, Bärenreiter Verlag, Kassel, 2014.